# Lê Danh Phong
Lê Danh Phong là một tướng lĩnh cao cấp của phong trào Tây Sơn

## Hành trạng
Theo Đại Nam Thực Lục, Lê Danh Phong giữ chức Đại Đô đốc, thuộc quyền tiết chế của Đại Tổng quản Trần Quang Diệu. Sau khi giải vây thành Hoàng Đế, một năm sau Trần Quang Diệu, cùng các tướng Lê Danh Phong... đem quân vây thành Diên Khánh lúc này đang do Đông cung Nguyễn Phúc Cảnh trấn giữ. Quân Tây Sơn tổ chức hạ thành nhưng bị thiệt hại nặng, sau khi Nguyễn Phúc Ánh đem binh từ Gia Định tiến ra giải vây, các tướng Tây Sơn buộc phải rút lui về Phú Yên.
Nhiều năm tiếp sau, ông là một trong những tướng lĩnh cột trụ ở biên thùy chống nhau với quân nam. Về tài năng, Lê Chất từng nói với Lê Văn Duyệt: "Tài năng của Lê Danh Phong không kém gì tôi".
Sau khi mất Phú Xuân, Trần Quang Diệu ủy cho Lê Danh Phong, Từ Văn Chiêu giữ lũy Thanh Hảo (Quảng Ngãi) chống lại cánh quân phía bắc của Lê Văn Duyệt và Lê Chất.
Thế quân Tây Sơn ở Quảng Ngãi, Quy Nhơn ngày càng lâm nguy. Mặc dù Từ Văn Chiêu ra sức chống trả giết được nhiều tướng Nam triều như Tống Viết Phúc nhưng quân Tây Sơn lại thiếu lương thảo. Lê Chất dụ hàng, cuối cùng Lê Danh Phong ra nhận hàng.

## Chịu hàng và bị nghi ngờ
Lê Văn Duyệt theo lời của Lê Chất, tiến cử Lê Danh Phong lên chúa Nguyễn Phúc Ánh. Các tướng Nguyễn Văn Thành, Đặng Trần Thường, Nguyễn Đức Xuyên hay tin can ngăn. Nguyễn Đức Xuyên tâu:
"Lê Danh Phong là tâm phúc của Trần Quang Diệu. Thần cùng Lê Văn Duyệt, Nguyễn Văn Thành không phản bệ hạ thì Lê Danh Phong cũng không phản lại Tây Sơn. Việc dùng người xin hãy cẩn thận."
Đại Nam Thực Lục viết:
| “                                         | Đại đô đốc đạo Tả bật của giặc là Lê Danh Phong đem hơn 300 quân của cơ Thiên cán đến quân thứ Thanh Hảo đầu hàng. Phong là thuộc tướng của Trần Quang Diệu, Diệu coi là tâm phúc, đến nay đóng giữ Tân Quan, chống nhau với quân ta. Vua mật sai người lấy lẽ thuận nghịch khuyến dụ, Phong bèn đem quân theo về. Vua sai dẫn về Kinh bái yết. Lê Chất từng nói với Lê Văn Duyệt về tài năng của Phong. Duyệt tin, dâng sớ tiến cử Phong là người đáng dùng. Nguyễn Đức Xuyên được tin, mật dâng sớ nói: -Phong đối với giặc rất thân tín, cũng như thần cùng Nguyễn Văn Thành đối với nước vậy. Thành với thần không phản thì Phong về với ta chưa chắc đã thành thực. Duyệt không xét chỗ đó mà tiến cử Phong là tự Chất xui. Chất về ta đã lâu mà ngày nọ đuổi giặc không kịp người ngoài còn dị nghị, huống là Phong. Vương thượng bao năm khó nhọc mới phôi phục được nghiệp cũ, việc dùng người không phải là nhỏ, xin chú ý cho. | ” |
| — Đại Nam Thực Lục, Tập 1, trang 469-470. | |   |

Một thời gian sau, Nguyễn Phúc Ánh giết một loạt các tướng lĩnh cao cấp Tây Sơn đã ra hàng, trong số đó gồm có Kiểm điểm Trần Viết Kết, Nội hầu Lê Văn Lợi, Đại Đô đốc Lê Danh Phong.

## Tồn nghi
Hiện chưa rõ động cơ Lê Danh Phong ra hàng chúa Nguyễn là do ông thấy quân thế Tây Sơn hết hy vọng nên chịu hàng hay đó là kế trá hàng của ông để mong phá quân Nam triều. Có thể là trá hàng nhưng chưa kịp thực hiện thì bị giết khiến lòng trung của ông bị hàm oan. Tuy nhiên so với các tướng lĩnh trung thành khác của Tây Sơn như Đại Đô đốc Đào Công Giản, Nguyễn Văn Điểm, Từ Văn Chiêu, Tham đốc Phạm Văn Điềm thì ông không bằng được.